# Emrou Haile Selassie
Pour les articles homonymes, voir Selassié.
Emrou Haile Selassie (amharique : ዕምሩ ኃይለ ሥላሴ) (1892 - 1980) est un homme politique, un diplomate, un militaire et un résistant éthiopien.

## Biographie
Emrou est né en 1892. Il a grandi avec son cousin, Teferi Mekonnen avec lequel il se lie d'amitié fraternelle. En 1928, il devient gouverneur du Wello et en 1932, il est nommé à la tête du Godjam. En 1935-1936, il participe à la seconde guerre italo-éthiopienne sur le front nord ; il dirige 30 000 hommes. Après la défaite éthiopienne, il participe à la Résistance jusqu'en décembre 1936. Il est alors capturé par les Italiens qui l'emprisonnent sur l'île de Ponza.
Il décède en 1980 à Addis-Abeba.